# وسط متقدم (كرة سلة)

مراكز لاعبي كرة السلة في المنطقة الهجومية: 1. لاعب هجوم خلفي 2. مدافع مسدد الهدف 3. لاعب هجوم صغير الجسم 4. لاعب الهجوم قوي الجسم 5. لاعب الوسط

لاعب وسط متقدم (بالإنجليزية: Forward-center / Bigman / Big)‏ هو أحد مراكز رياضة كرة السلة.

## قائمة أهم لاعبي المركز

### رجال
- ماركوس كامبي
- باتريك يوينغ
- بيل كارترايت
- رالف سامبسون
- حكيم عليوان
- كيفن غارنيت
- تيم دنكان
- باو جاسول
- كريس بوش
- لاماركوس ألدريدج
- أنطوني ديفيس
- درايموند غرين

## كتب
- The Basketball Handbook (pg 14) (2004). Lee H. Rose (ردمك 0-7360-4906-1).

## وصلات خارجية
- لاعبو كرة السلة على موقع أكاديمية بي بي سي للرياضة
- كيف تعمل رياضة كرة السلة على موقع HowStuffWorks.com